# Sainte-Eulalie (Ardèche)
 Sainte-Eulalie  es una población y comuna francesa, en la región de Ródano-Alpes, departamento de Ardèche, en el distrito de Largentière y cantón de Burzet.
Está integrada en la Communauté de communes des Sources de la Loire.

## Demografía
| 332 | 388 | 349 | 314 | 302 | 253 |
| Para los censos de 1962 a 1999 la población legal corresponde a la población sin duplicidades (Fuente: INSEE [Consultar]) |     |     |     |     |     |

## Lugares de interés
- El Monte Gerbier de Jonc
- Las fuentes del río Loira